# Carson Smith
Carson Raymond Smith (San Francisco, 9 januari 1931 – Las Vegas, 2 november 1997) was een Amerikaanse jazzcontrabassist.

## Biografie
Carson Smith begon zijn carrière in het Westcoast-jazz-circuit, speelde in de bands van Gerry Mulligan (1952–53), Chet Baker (1953–55), Russ Freeman (1955–56) en Chico Hamilton (1955–57). Smith werkte bovendien mee aan plaatopnamen van Clifford Brown (1954), Dick Twardzik (1954) en Billie Holiday, die hij in 1956 begeleidde met Chico Hamiltons band in de Carnegie Hall. Eind jaren 1950 speelde hij met Bud Shank/Bill Perkins. In 1959 ging hij met het orkest van Stan Kenton op tournee en werkte hij daarna in 1960 met Charlie Barnet. In 1962 verhuisde hij naar Los Angeles, waar hij speelde bij Charlie Teagarden (1962) en Lionel Hampton (1963). In 1964 ging hij met Georgie Auld op een Japanse tournee. Tijdens de jaren 1960 werkte hij ook met Buddy Rich, Arno Marsh en Carl Fontana. Uiteindelijk werd hij huismuzikant in het 4 Queens Hotel in Las Vegas, waar hij doorreizende muzikanten als Art Farmer, Lew Tabackin, Zoot Sims en Chet Baker begeleidde. In 1989 werkte hij mee aan een reüniealbum met Chico Hamilton, uitgebracht bij Soul Note Records

## Overlijden
Carson Smith overleed in november 1997 op 66-jarige leeftijd.

## Discografie
- The Essential Billie Holiday – Carnegie Hall Concert

### As sideman
Met Chet Baker
- 1955: Sings and Plays with Bud Shank, Russ Freeman and Strings (Pacific Jazz)
- 1955: The Trumpet Artistry of Chet Baker (Pacific Jazz)
- 1955: Jazz at Ann Arbor (Pacific Jazz)
- 1956: Chet Baker Sings (Pacific Jazz)

Met Chico Hamilton
- 1955: Chico Hamilton Quintet (Pacific Jazz)
- 1956: Chico Hamilton Quintet in Hi-Fi (Pacific Jazz)
- 1957: Sweet Smell of Success (Brunswick)
- 1959: Ellington Suite (World Pacific)
- 1960: The Original Chico Hamilton Quintet (World Pacific)
- 1968: Spectacular! (World Pacific Jazz)

Met anderen
- 1955: Gerry Mulligan, Gerry Mulligan Quartet (Pacific Jazz)
- 1956: Jack Montrose Presents Bob Gordon Quintet, Clifford Brown Ensemble, Arranged by Montrose (Pacific Jazz)
- 1957: Fred Katz, Zen: The Music of Fred Katz (Pacific Jazz)
- 1957: Gerry Mulligan, Mulligan and Baker! (Jazztone)
- 1958: Dick Marx, Marx Makes Broadway (Omega Disk)
- 1960: Clifford Brown, Jazz Immortal (Pacific Jazz)
- 1962: Dick Twardzik, The Last Set (Pacific Jazz)
- 1963: Lionel Hampton & Charlie Teagarden, The Great Hamp and Little T (Coral)
- 1965: Tommy Vig, The Tommy Vig Orchestra (Take V)
- 1966: Buddy Rich, Swingin' New Big Band (Pacific Jazz)